# ملانی تورنتن
ملانی تورنتن (به انگلیسی: Melanie Thornton) ‏(۱۳ مه ۱۹۶۷ - ۲۴ نوامبر ۲۰۰۱) خوانندهٔ پاپ اهل آمریکا بود. او در آلمان و به‌عنوان خوانندهٔ گروه یورودنس لا بوش به شهرت رسید. ترانه‌های «رویاهای شیرین» و «عاشقم باش» از آثار موفق لابوش در سال‌های میانی دههٔ ۱۹۹۰ بودند.
ملانی پیش از مرگش، به‌عنوان یک خوانندهٔ تک نیز در آلمان به موفقیتی نسبی دست یافته بود. ترانه‌های «عاشق اینم که چطور عاشقم هستی»، «رویای فوق‌العاده»، «خاطره‌ها» و «تپش قلب» از آثار موفق شخصی او بودند.
ملانی در سانحهٔ هوایی پرواز ۳۵۹۷ کراس‌ایر در حوالی باسرزدورف سوئیس کشته شد. او هنگام مرگ ۳۵ ساله بود.